# 문화의 날 (대한민국)
문화의 날은 문화발전의 기운을 드높이고 국민의 문화예술에 대한 관심과 참여도를 높이며, 방송·영화·연극·잡지 등 대중매체가 지닌 사회적 가치를 재인식하고 문화예술진흥에 관련된 각종 행사를 거행하는 기념일로 매년 10월 셋째 토요일이다.
1972년 '문화예술진흥법'이 제정된 후 1973년 방송의 날, 영화의 날, 잡지의 날을 흡수, 통합하였다. 이날은 문화발전에 기여한 공로자들에게 포상을 하며, 연극·무용 등 기념 공연과 강연회 등을 개최하기도 한다. 단, 금요일로 시작하는 윤년(예: 2016년, 2044년, 2072년 등)과 토요일로 시작하는 평년(예: 2011년, 2022년, 2033년, 2039년, 2050년, 2061년, 2067년, 2078년, 2089년, 2095년 등)일 경우에는 스포츠의 날(10월 15일)과 겹치며, 토요일로 시작하는 윤년(예: 2028년, 2056년, 2084년 등)과 일요일로 시작하는 평년(예: 2006년, 2017년, 2023년, 2034년, 2045년, 2051년, 2062년, 2073년, 2079년, 2090년 등)일 경우에는 경찰의 날(10월 21일)과 겹친다.

## 같이 보기
- 대한민국의 기념일
- 문화가 있는 날